# Джамі
Джамі (перс. جامی, тадж. Ҷомӣ або Нуріддін Абдуррахман ібн Ахмад, 18 серпня 1414, Джам, поблизу Нішапура, Хорасан — 19 листопада 1492, Герат) — таджицько-перський письменник, філософ, музикознавець. Джамі вважається завершителем класичного періоду поезії перською мовою. Низку поезій Джамі українською перекладав Василь Мисик.

## Життєпис
Нураддін Абдаррахман ібн Ахмад ібн Мохаммад, відомий як Джамі, народився в родині впливової духовної особи. Його батьківщиною вважають містечко Джам, неподалік від Нішапуру (Іран). Абдаррахман здобув освіту в Гераті та Самарканді. Надалі відмовився від придворної кар'єри і приєднався до суфійського ордену «Накшбанді». В 1456 році очолив Гератський орден. Був вчителем візира Алішера Навої.

## Творчість
Характерна риса творчості Джамі — багатожанровість. Він користувався всіма традиційними поетичними формами — месневі, касида, газель, рубаї, кита. Він писав прозові суфійські трактати, світські твори: трактати про римування і метрику, посібники зі складання шарад му'амма — мистецтво, яке було досить поширене протягом XV століття.
Розквіт його творчості, що припадає на час після 1474 року, відкривається релігійно-філософськими касидами «Море таємниць» (1475) і «Сяйво духу», в яких Джамі засуджує раціоналізм Ібн Сіни, та збіркою біографій суфійських святих «Подих дружби з обителі святості» (1476–1478). У 1480–1487 роках Джамі завершує цикл поем (дастанів) «Сім корон» («Сузір'я Великої Ведмедиці»).
«Сім корон»:
- Саламан і Абсаль.
- Юсуф і Зулейха.
- Лейла і Меджнун.
- Дар благородним. (1481–1482)
- Чотки праведників. (1482–1483)
- Золотий ланцюг. (1485–1486)
- Книга мудрості Іскандара. (1486–1487)

В останні роки життя він пише поему «Багарестан» («Весняний сад»), який переклав українською львівський сходознавець Роман Гамада, а також три ліричні дивани і «Трактат про музику».
Вважається, що творчість Абдаррахмана Джамі закінчила етап класичної поезії мовою фарсі.

## Приклади поезії
Шах і поетЗабувся б гордий шах Махмуд,
Якби не знали всі,
Що не зумів він оцінить: Співця Фірдоусі.
РубаїПо вінця чашу я напоєм наповняю,
Та не від радості сьогодні я гуляю:
Очима темними ти затемнила день мій — : І я свій темний день до ночі нахиляю.
Переклад Василя Мисика